# Laze pri Boštanju
Laze pri Boštanju so naselje v Občini Sevnica.